# Exocentrus rufoapicalis
Exocentrus rufoapicalis là một loài bọ cánh cứng trong họ Cerambycidae.